# Эстерхази, Евфимия Людвиговна
Графиня Евфимия Людвиговна Эстерхази (урожденная Тенгоборская; 2 (14) мая 1826 — 12 (24) января 1898) — австрийская и российская художница, фрейлина двора.

## Биография
Одна из дочерей известного экономиста и дипломата Людвига Тенгоборского (1793—1857) от его брака с Юлией Карловной Смит. Получила хорошее домашнее образование. В 1841 году была пожалована во фрейлины при дворе императрицы Александры Фёдоровны.
Находясь с отцом в 1846 году за границей, получала содержание от казны на правах пенсионеров Императорской Петербургской Академии художеств. В бытность свою в Италии в том же и в следующих годах занималась копированием полотен в местных картинных галереях, а также портретной живописью как акварелью, так и масляными красками. Из её произведений наиболее известна картина «Иисус Христос» — копия с оригинала, хранившегося во Флоренции и пожалованная в 1847 году Академии императором Николаем I.
3 (15) января 1854 года вышла замуж за венгерского графа Эрнеста Эстерхази (1826—1904). Венчание было в Римско-католической церкви Св. Екатерины в Петербурге. После замужества жила на родине мужа в Пожони, где родились их дети — дочь Александра (1856—1930; замужем за графом Сандро Аппоньи, внуком графа А. Х. Бенкендорфа) и сын Миклош (1858—1895).
Умерла в январе 1898 году в Опатии, куда приехала для лечения. Похоронена рядом с мужем в Фельсо-Сели.

## Комментарии
1. ↑  В некоторых дореволюционных источниках, например в РБСП, используется вариант Эстергази.
2. ↑  Его старший брат Антал Эстерхази (1820—1889) был женат с 1848 года на фрейлине княжне Вере Васильевне Трубецкой (1830—1861).